# Schützenpanzerwagen Sd.Kfz. 250
Leichter Schützenpanzerwagen Sonderkraftfahrzeug 250, kort SPW Sd.Kfz. 250 (svenska: Lätt Skyttepansarvagn Särskilt motorfordon 250), var en tysk lättpansrad terränggående halvbandvagn med transportutrymme (så kallat bollhav), vilken användes i stort antal av den nazityska krigsmakten under andra världskriget. Vagnen var främst avsedd som splitterskyddat trupptransportfordon eller pansarskyttefordon, men användes även för spaning, eldledning och sjuktransport, etc.

## Utveckling
Efter lyckade försök med trupptransportfordon av halvbandtyp, beställde Heer 1939 en pansrad halvbandvagn som kunde transportera en halv grupp för att öka rörligheten hos pansarspaningsförband. Büssing-NAG fick i uppdrag att utveckla pansarkarossen och Demag chassit, vilket skulle baseras på chassit till deras SdKfz 10. På grund av förseningar i utvecklingen så påbörjades inte serieproduktionen förrän i juni 1941. I oktober 1943 infördes en ny och förenklad model där man reducerade karossens 19 pansarplåtar till endast 9 stycken.

## Egenskaper
SdKfz 250 byggde på ett modifierat chassi till SdKfz 10 med en pansrad kaross. För att inte sänka prestanda på chassit med sin begränsade lastkapacitet, så kortade Demag av chassit från SdKfz 10 och tog bort ett löphjulspar. Banden som var av smord typ gav en del styrförmåga, främst vid terrängkörning, medan framhjulen var fullt tillräckliga för styrning vid landsvägskörning.

## Varianter

### SdKfz 250/1
Leichter Gepanzerter Kraftwagen (Schützenpanzerwagen) Fu
Lätt bepansrat trupptransportfordon. Transporterade en halv grupp, användes framför allt av pansarspaningsbataljoner för transport av skyttekompanierna.

### SdKfz 250/2
Leichter Fernsprechwagen

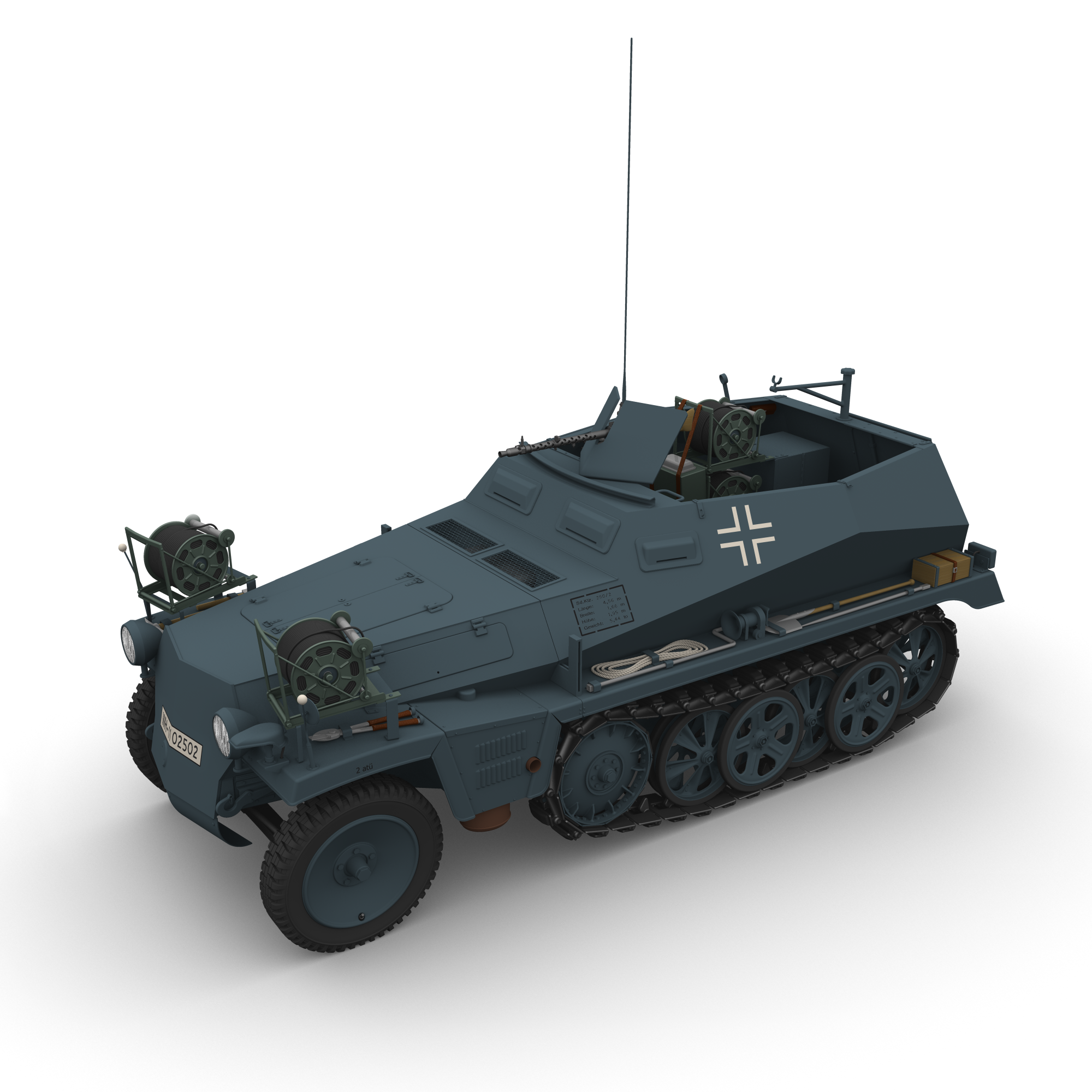
SdKfz 250/2 med kabelrullar monterade

Kabelläggare för fälttelefonnät. Fyra mans besättning, beväpning en 7,92mm ksp MG34. Kabelrullar monterade på stänkskärmarna och bakpå, från vilka man kunde lägga kabel under förflyttning.

### SdKfz 250/3

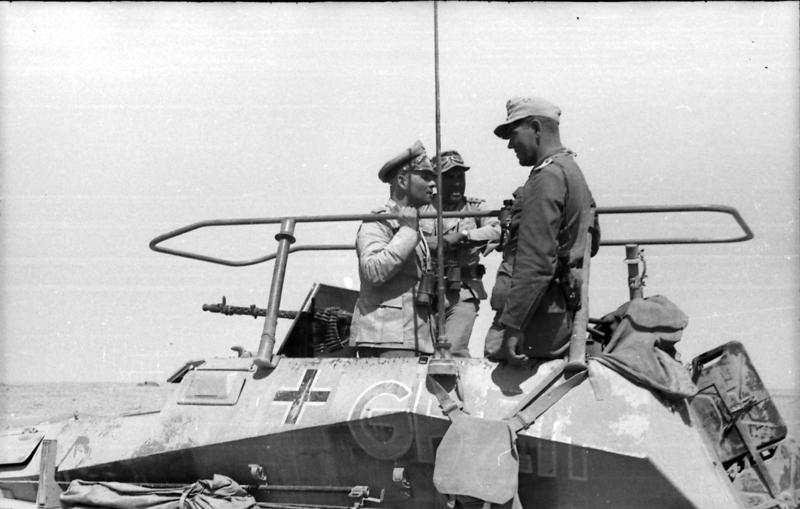
SdKfz 250/3 som Rommels befälsvagn för Afrikakåren

Leichter Funkpanzer
Lätt bepansrat radiofordon. Fanns med olika radioutrustningar beroende på vilka förband som skulle ledas.
- För ledning av motoriserade förband så var den utrustad med en FuG12 radio.
- För ledning av flygunderstöd inom Luftwaffe så var den utrustad med en FuG7 radio.
- För samband mellan större markförband och flygstyrkor så var den utrustad med en FuG7 och FuG8 radio.

### SdKfz 250/4
Leichter gepanzerter Beobachtungswagen
Lätt bepansrat eldledningsfordon för Sturmgeschützförband. Började tillverkas 1943 som en ersättning för SdKfz 253, hade en besättning på fyra man. Radioutrustningen bestod av FuG15 och FuG16.

### SdKfz 250/5
Leichter gepanzerter Beobachtungswagen
Lätt bepansrat eldledningsfordon för artilleriet.

### SdKfz 250/6
Leichter Munitionspanzerwagen, Ausf. A, B
Lätt bepansrat ammunitionstransportfordon för Sturmgeschützförband.
Ersättning för Sdkfz 252 när den togs ur produktion i september 1941. Kunde lasta 70 patroner till 7,5 cm StuK 37 eller 60 av de större patronerna till 7,5 cm StuK 40. Radioutrustningen bestod av en FuG16.

### SdKfz 250/7
Leichter gepanzerter Kraftwagen (Schützenpanzerwagen) mit schwerem Granatwerfer
Lätt bepansrat granatkastarfordon.
Beväpning 8 cm GrW 34 granatkastare och en MG34 eller MG42. Vagnen kunde lasta 42 granater till granatkastaren. En ammunitionstransportvariant som saknade granatkastare tillverkades också som lastade 66 granater, denna användes ofta som befälsfordon i plutonen eller troppen och hade då extra radioutrustning. Dessa fordon tilldelades fjärde plutonen som utgjorde understödet i lätta pansarspaningskompanier.

### SdKfz 250/8
Leichter gepanzerter Kraftwagen (Schützenpanzerwagen) mit 7,5 cm KwK 37
Lätt bepansrat skyttefordon för direkt eldunderstöd.
Beväpning: en 7,5 cm KwK 37 L/24, senare en 7,5 cm K51(Sf)samt en 7,92 mm ksp MG34. Dessa fordon tilldelades fjärde plutonen i lätta pansarspaningskompanier.

### SdKfz 250/9

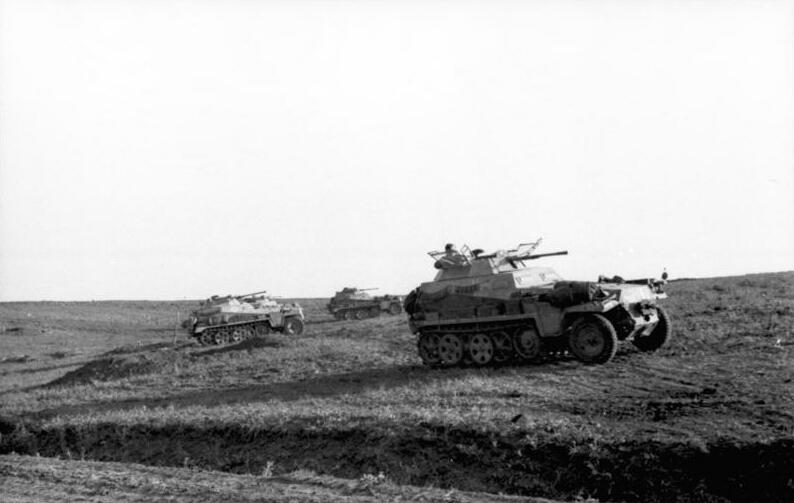
SdKfz 250/9 i södra Sovjetunionen, januari 1944

Leichter gepanzerter Kraftwagen (Schützenpanzerwagen) mit 2 cm
 Lätt bepansrat spaningsfordon med ett enkelt sexsidigt öppet torn 2 cm Hängelafette 38 beväpnat med en 2 cm KwK 38 och en 7,92 mm MG42. Den första serien om 30 stycken fordon beställdes i mars 1942 och sändes till östfronten för utvärdering. Ersatte den lätta pansarbilen SdKfz 222 i pansarspaningsbataljoner, då de fyrhjulsdrivna pansarbilarna inte hade den framkomlighet som behövdes på den vägfattiga östfronten. Massproduktion började i maj 1943. Radioutrustningen utgjordes av en FuG12. De första fordonen hade tornet från SdKfz 222.

### SdKfz 250/10
Leichter gepanzerter Kraftwagen (Schützenpanzerwagen) mit 3,7 cm Pak
Lätt bepansrat pansarvärnsfordon med en 3,7 cm Pak 36 pansarvärnskanon. Användes som vagn för plutonchefer för att ge pansargredanjärplutoner en viss förmåga till tyngre eldunderstöd och pansarvärnsförmåga.

### SdKfz 250/11

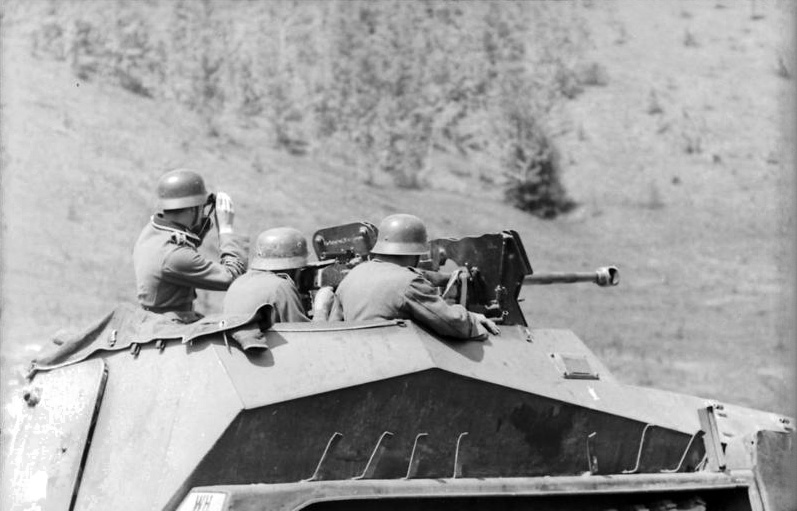
SdKfz 250/11 på östfronten tillhörande Panzergrenadier-Division Grossdeustchland

Leichter gepanzerter Kraftwagen (Schützenpanzerwagen) mit Schwerer Panzerbüchse 41
Lätt bepansrat pansarvärnsfordon med en 2,8 cm sPzB 41 tungt pansarvärnsgevär.

### SdKfz 250/12
Leichter gepanzerter Meßtruppwagen
Lätt bepansrat artillerimätfordon.

## Bevarade exemplar
- Svidnik war museum, Slovakien
- Belgrads militärhistoriska museum, Serbien